# Valdet Rama
Valdet Rama (Titova Mitrovica, República Federal Socialista de Yugoslavia, 20 de noviembre de 1987) es un futbolista profesional albano-kosovar, que también posee la nacionalidad alemana. Juega de centrocampista y su equipo es el SSV Hagen.

## Carrera
Entre las temporadas 2005 y 2008, Rama estuvo jugando en el equipo filial del VfL Wolfsburgo. En 2008 fue traspasado al FC Ingolstadt 04 de la 2. Bundesliga e hizo su debut el 17 de agosto de 2008, en un partido contra el SpVgg Greuther Fürth. Anotó un gol en su debut. El 26 de mayo de 2009, se anunció su fichaje por el Hannover 96, donde firmó un contrato de tres años.
En febrero de 2011, firmó para el club sueco Örebro SK. Hizo un gran impacto en su primer año retrasando su puesto al lateral. Durante la segunda temporada se criticó mucho su falta de trabajo defensivo. Esto hizo que su agente arremetiera contra el club, alegando que Rama fue uno de los mejores jugadores en la liga y que había sido humillado por las observaciones de los administradores. También exigió que el Örebro le vendería durante el verano. Rama sin embargo terminó quedándose en el club, que fue relegado al final de la temporada 2012 a la Allsvenskan (segunda división sueca).
Después de que terminara la temporada, el 31 de enero de 2013, firmó un contrato con el Real Valladolid hasta final de temporada, que posteriormente ampliaría hasta 2015.
El 14 de julio de 2014 rescindió su contrato con el Real Valladolid, fichando por el 1860 Munich.

## Selección nacional
Cuando Rama se trasladó a España para jugar en la Liga BBVA declaró que estaba dispuesto a jugar con Albania, y fue contactado por la Asociación de Fútbol de Albania con el fin de planificar una convocatoria para los próximos partidos. Hizo su debut el 26 de marzo de 2013 en un partido amistoso contra Lituania.

## Clubes
Actualizado al último partido disputado el 20 de mayo de 2024.
| Club                  | País          | Año           | Partidos | Goles |
| --------------------- | ------------- | ------------- | -------- | ----- |
| VfL Wolfsburgo II     | Alemania      | 2005-2008     | 65       | 10    |
| F. C. Ingolstadt 04   | Alemania      | 2008-2009     | 32       | 2     |
| Hannover 96           | Alemania      | 2009-2010     | 16       | 0     |
| Hannover 96 II        | Alemania      | 2009-2011     | 16       | 1     |
| Örebro SK             | Suecia        | 2011-2013     | 52       | 10    |
| Real Valladolid C. F. | España        | 2013-2014     | 31       | 1     |
| TSV 1860 Múnich       | Alemania      | 2014-2016     | 45       | 5     |
| Würzburger Kickers    | Alemania      | 2016-2017     | 29       | 2     |
| Yanbian Funde         | China         | 2017-2018     | 7        | 0     |
| F. K. Kukësi          | Albania       | 2019          | 17       | 3     |
| SV Meppen             | Alemania      | 2019-2022     | 52       | 9     |
| Wuppertaler SV        | Alemania      | 2022-2023     | 27       | 1     |
| SV Wacker Obercastrop | Alemania      | 2023-2024     | 24       | 0     |
| SSV Hagen             | Alemania      | 2024-Act.     |          |       |
| Total carrera         | Total carrera | Total carrera | 413      | 44    |

## Palmarés

### Títulos nacionales
| Título          | Club         | País    | Año  |
| --------------- | ------------ | ------- | ---- |
| Copa de Albania | F. K. Kukësi | Albania | 2019 |